# Alphonse Juin
Alphonse Pierre Juin (Annaba, 16 dicembre 1888 – Parigi, 27 gennaio 1967) è stato un generale francese, maresciallo di Francia dal 1952.

## Biografia
Suo padre faceva parte della gendarmeria. Juin entrò nel 1910 all'École spéciale militaire de Saint-Cyr. Il suo primo comando riguardò la conduzione di truppe coloniali; allo scoppio della prima guerra mondiale nel 1914, fu inviato sul fronte occidentale, alla testa di un'unità di tabors marocchini. In questo periodo subì una grave ferita al braccio destro, perdendone l'uso; trascorse la convalescenza in Marocco, dove tenne il comando di una compagnia mitraglieri. Nel 1918 divenne Capo di stato maggiore della 150ª Divisione di fanteria.
Alla fine della prima guerra mondiale si occupò prima dell'insegnamento in accademia, poi riprese il comando attivo in Marocco per la soppressione di una rivolta. Insegnò tattica col grado di colonnello; divenne capo di Stato Maggiore Generale allorché torno in colonia e generale dell'armata africana nel 1938.

### Seconda guerra mondiale
Durante l'attacco tedesco alla Francia nel 1940 era al comando della 15ª Divisione di fanteria motorizzata a Dunkerque. Fu fatto prigioniero dai tedeschi e rilasciato grazie all'intervento di Philippe Pétain presso il comando germanico con cui la Francia di Vichy collaborava.
Al comando dell'armata coloniale di Vichy, nel novembre 1942 si arrese alle truppe statunitensi. Venne prima messo a capo di truppe in Tunisia, poi al comando del corpo di spedizione francese in Italia. Nel 1943 si posizionò con le sue truppe durante le battaglie di Cassino nella zona più vicina alla costa tirrenica della linea Gustav. Ed è alle truppe di Alphonse Juin che sono addebitati i turpi delitti, detti "marocchinate", commessi all'epoca ai danni della popolazione civile in Sicilia, Sardegna, Lazio, Toscana e Umbria.

#### La questione del falso volantino
Nel 1965, l'Associazione Nazionale Vittime Civili di Guerra pubblicò il testo di un presunto volantino in francese e in arabo, secondo il quale sarebbe stato lo stesso Juin ad istigare le truppe coloniali francesi alle turpi azioni: "...oltre quei monti, oltre quei nemici che stanotte ucciderete, c’è una terra larga e ricca di donne, di vino, di case. Se voi riuscirete a passare oltre quella linea senza lasciare vivo un solo nemico, il vostro generale vi promette, vi giura, vi proclama che quelle donne, quelle case, quel vino, tutto quello che troverete sarà vostro, a vostro piacimento e volontà. Per 50 ore. E potrete avere tutto, fare tutto, prendere tutto, distruggere e portare via, se avrete vinto, se ve lo sarete meritato. Il vostro generale manterrà la promessa, se voi obbedirete per l’ultima volta fino alla vittoria...". Di tale presunto volantino non è mai stato ritrovato l'originale, tanto che il Senato italiano non lo citò all'interno del progetto di legge del 1996 che intendeva riconoscere pubblicamente le sofferenze della popolazione a causa della marocchinate. Cionondimeno, l'idea delle cinquanta ore di carta bianca garantite da Juin si è fortemente impressa nell'immaginario collettivo.

### Dopo la guerra
Il generale Juin dopo la guerra divenne capo di Stato Maggiore della Difesa nazionale e dal 1951 fu comandante per il centro Europa della NATO. Alphonse Juin, malgrado non parteggiasse per Charles de Gaulle, non sostenne il colpo di Stato dei generali.
Morì il 27 gennaio 1967 e fu sepolto all'Hôtel des Invalides.